# Pont Boieldieu
Pour les articles homonymes, voir Boïeldieu.
Le pont Boieldieu est un pont routier sur la Seine à Rouen (Seine-Maritime). C'est le seul pont rouennais à être riveté et non point soudé. Il a été ouvert à la circulation le 3 mai 1955 et inauguré par Paul Ramadier le 28 avril 1956.
Il se situe en aval du pont Pierre-Corneille et en amont du pont Jeanne-d'Arc. Il porte le nom du compositeur François Adrien Boieldieu, qui est né à Rouen.

## Description générale
Il s'agit d'un pont construit juste après la Seconde Guerre mondiale en remplacement de celui construit à la fin du XIXe siècle et qui portait le même nom, celui du compositeur de musique Boieldieu, né dans cette ville. Il a été construit plus à l'ouest que son prédécesseur en raison du changement de tracé de la rue Grand-Pont, destiné essentiellement à mettre en valeur le seul monument ancien n'ayant pas été détruit pendant la guerre à cet endroit, à savoir : le bureau des finances situé en haut de la rue et qui fait face à la cathédrale Notre-Dame.
C'est un pont décoré depuis 1957 :
- Sur la rive droite, la statuaire est due au sculpteur Jean-Marie Baumel : elle représente d'une part des Normands voguant sur une esnèque (drakkar)[2]. D'autre part, le navigateur et explorateur rouennais Cavelier de La Salle naviguant sur une nef vers l'Amérique ; les équipages sont reconnaissables à leurs perruques[3].
- Sur la rive gauche, Georges Saupique présente les Affluents de la Seine et Océan, père de l'aventure, à la limite convenue entre le port fluvial et le port maritime depuis le Moyen Âge.

En 2007, des bustes de dix des plus célèbres navigateurs mondiaux (Jean de Béthencourt, Jacques Cartier, Cavelier de La Salle, Christophe Colomb, James Cook, Vasco de Gama, Fernand de Magellan, Jean-François de la Pérouse, Marco Polo et Amerigo Vespucci), dus au sculpteur Jean-Marc de Pas, ont été posés le long de la piste cyclable qui traverse le pont. Ils ont été érigés à l'initiative de l'association Rouen Conquérant, de la ville de Rouen et de quelques mécènes.
L'artiste belge Arne Quinze y réalise lors de Rouen impressionnée une installation, Camille, durant l'été 2010.
Il a accueilli une œuvre de l'artiste allemand Julius Popp en 2013.

## Historique

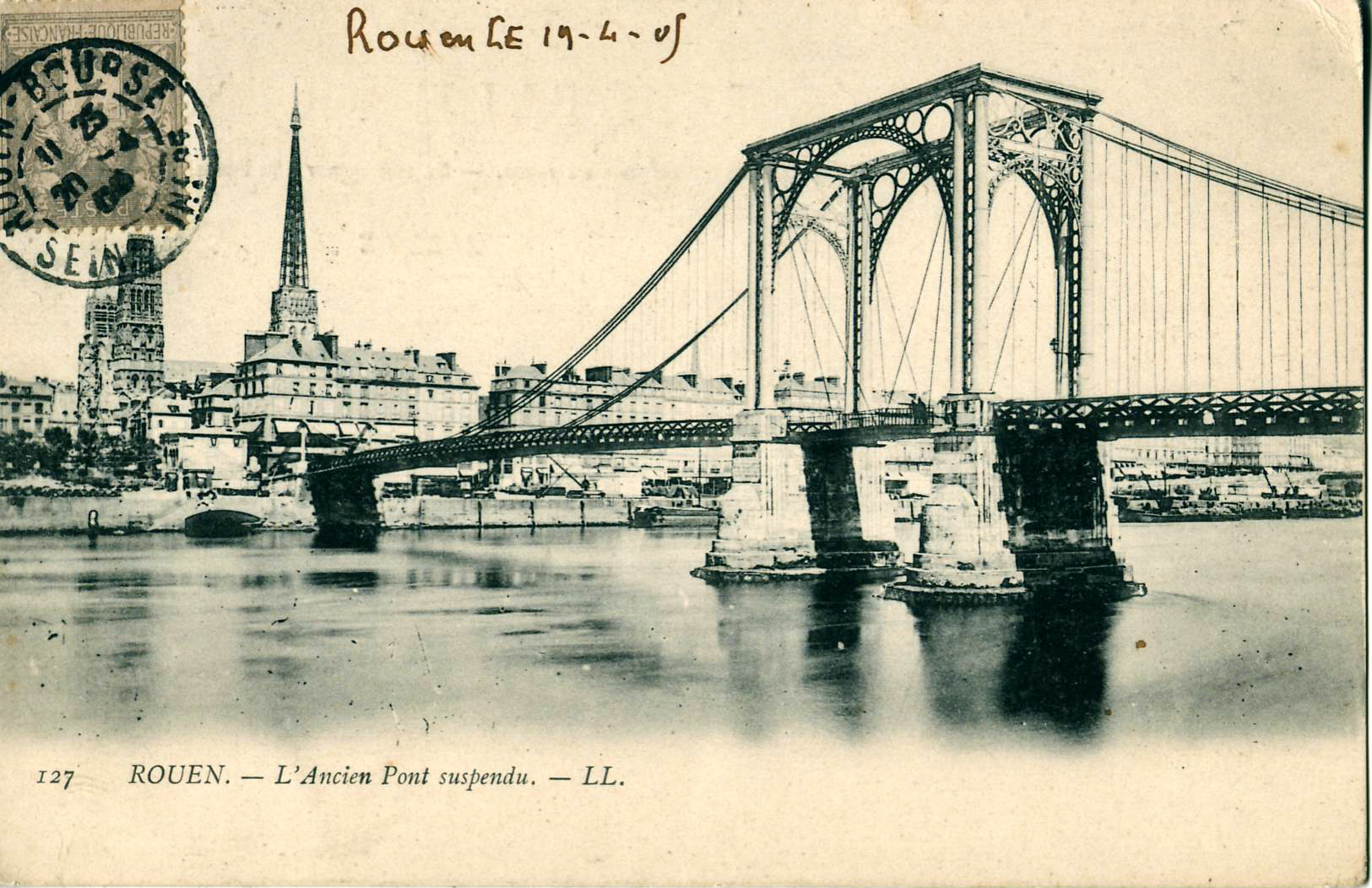
L'ancien pont suspendu.

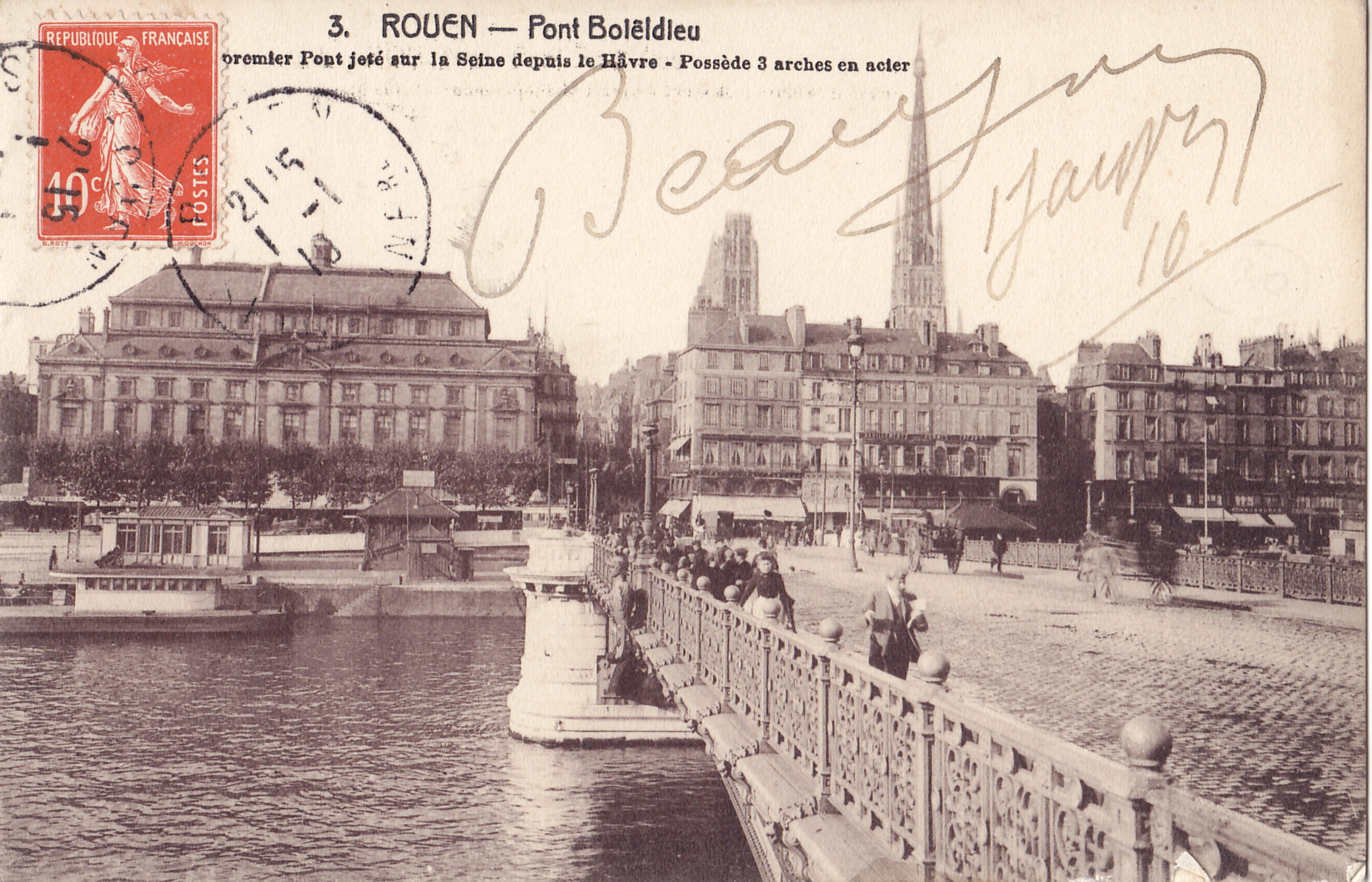
Le premier pont Boieldieu, vers 1910.

Le premier pont Boieldieu (1888-1940) remplaçait un pont suspendu (1836-1884), surnommé « le pont de fil de fer » en raison de sa technique de construction dont les frères Seguin avaient l'exclusivité. Démonté en 1884, il est remplacé par un pont en arc aux piliers de pierre et au tablier de fonte. Le projet de la compagnie de Fives-Lille est retenu.
Ce pont de 1888, immortalisé par Pissarro, est détruit par l'armée française le 9 juin 1940 au début de la Seconde Guerre mondiale pour retarder le passage de la Wehrmacht sur la rive gauche de la Seine.

## Iconographie

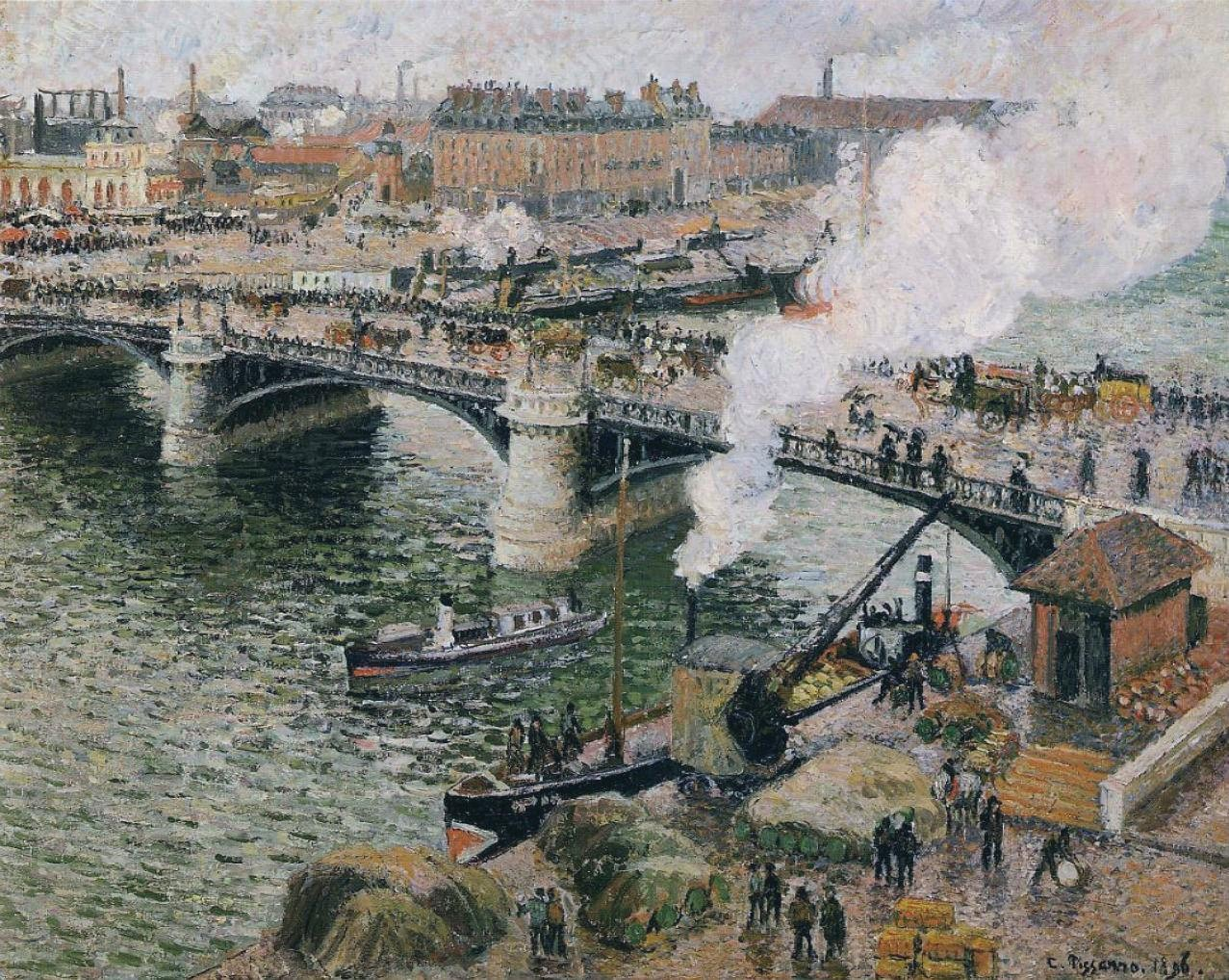
Le Pont Boieldieu à Rouen, temps mouillé de Pissarro (musée des beaux-arts de l'Ontario).

Le peintre Camille Pissarro a représenté le pont dans plusieurs tableaux. Le Pont Boïeldieu à Rouen, peint en 1896, est conservé au musée des beaux-arts de Rouen. Un autre tableau de cette série, Le Pont Boieldieu à Rouen, temps mouillé, est conservé au musée des beaux-arts de l'Ontario et un troisième, intitulé Matin, temps gris, Rouen fait partie de la collection du Metropolitan Museum of Art à New York.
Deux toiles d'Henry E. Burel représentant le pont Boieldieu en 1938 sont conservées par le musée des Beaux-Arts de Rouen. 
Le peintre Bernard Mandeville a immortalisé à de nombreuses reprises ce monument.